# Marla Glen

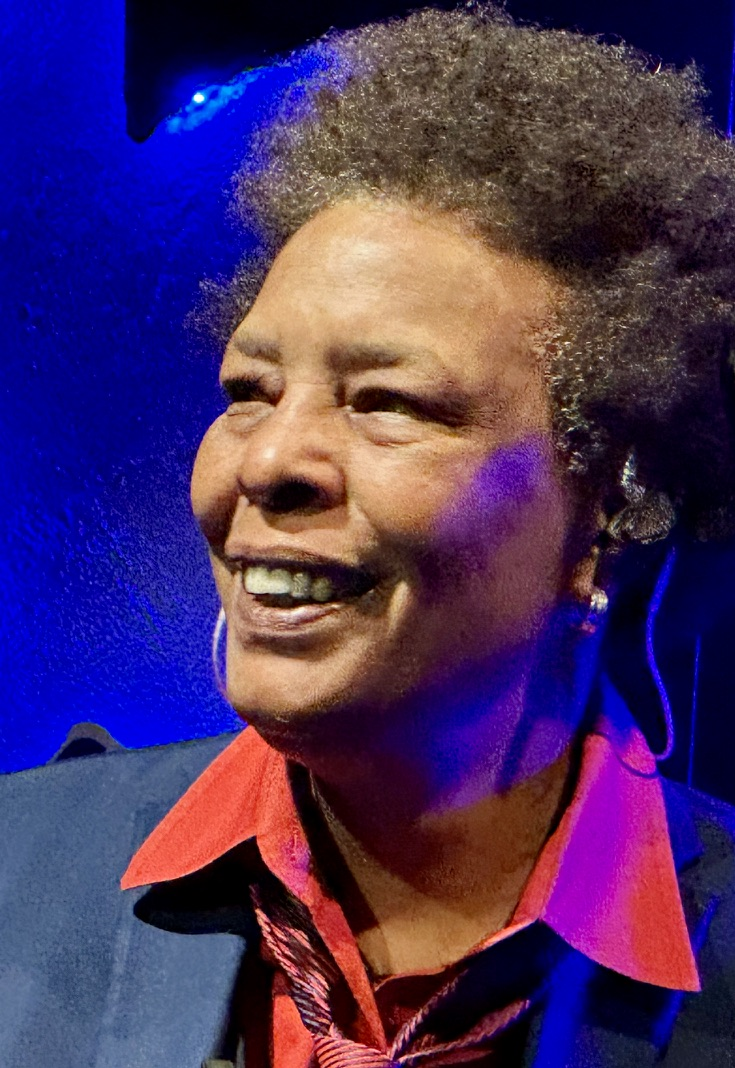
Marla Glen, Konzert Mühle Hunziken 2025

Marla Glen (* 3. Januar 1960 in Chicago, Illinois) ist ein US-amerikanischer Sänger. Seit 1998 lebt er in Deutschland; inzwischen wohnt er in Duisburg.

## Künstlerisches Werk
Marla Glens Musik vereinigt Elemente aus Blues, Soul und Jazz und wird von seiner rauchigen Stimme dominiert. Mit der rauen Bassstimme mischt er virtuos Rock und Funk, Afro Pop und Gospel sowie Blues. Bei Auftritten unterstreicht er seine maskuline Erscheinung durch seine Kleidung (Nadelstreifenanzug, Herrenhut, Krawatte und Zigarre).
Marla Glen eroberte den europäischen Musikmarkt mit seinem Album This Is Marla Glen von 1993. Einzelne Songs von Marla Glen wurden für TV- und Kino-Spots freigegeben, wie der von ihm geschriebene Song Believer 1995 als Werbespot des Bekleidungsunternehmens C&A und 2000/2001 seine Coverversion des James-Brown-Songs It’s a Man’s Man’s Man’s World im Werbespot für den Herrenduft Tabac.

## Privatleben
Aufgewachsen im Süden von Chicago begann er seine Leidenschaft für Musik mit einer Mundharmonika im Alter von 5 Jahren. Mit 18 Jahren reiste er durch die Vereinigten Staaten in verschiedenen Rollen auf Konzerten, wo er für Nina Simone arbeitete und Bo Diddley kennenlernte. 1998 kam er nach Deutschland, um gegen kriminelle Machenschaften seiner ehemaligen Plattenfirma vorzugehen und sich einen deutschen Anwalt zu suchen. Im Verlauf der Karriere gab es einige Höhen und Tiefen. Inzwischen produziert er alles selbst. Am 2. Juli 2004 ging er in Heilbronn eine Lebenspartnerschaft mit Sabrina Conley ein, von der er sich jedoch wieder trennte. Im Jahr 2023 outete sich Marla Glen als trans. Ebenfalls in diesem Jahr erschien die zusammen mit Stacey McClain erstellte Publikation The Cost of Freedom, in der er seinen autobiographischen Weg zu persönlicher Freiheit beschreibt.

## Diskografie

### Studioalben
| Jahr | Titel              | Höchstplatzierung, Gesamtwochen, AuszeichnungChartplatzierungen (Jahr, Titel, Platzierungen, Wochen, Auszeichnungen, Anmerkungen) | Höchstplatzierung, Gesamtwochen, AuszeichnungChartplatzierungen (Jahr, Titel, Platzierungen, Wochen, Auszeichnungen, Anmerkungen) | Höchstplatzierung, Gesamtwochen, AuszeichnungChartplatzierungen (Jahr, Titel, Platzierungen, Wochen, Auszeichnungen, Anmerkungen) | Anmerkungen                                     |
| Jahr | Titel              | DE | AT | CH | Anmerkungen                                     |
| ---- | ------------------ | --- | --- | --- | ----------------------------------------------- |
| 1993 | This Is Marla Glen | DE10 Platin · (59 Wo.)DE | — | CH9 Platin · (22 Wo.)CH | Erstveröffentlichung: August 1993               |
| 1995 | Love And Respect   | DE8 Gold · (35 Wo.)DE | AT31 (7 Wo.)AT | CH2 Gold · (22 Wo.)CH | Erstveröffentlichung: September 1995            |
| 1997 | Our World          | DE21 (18 Wo.)DE | — | CH33 (6 Wo.)CH | Erstveröffentlichung: November 1997             |
| 1998 | The Best Of        | DE52 (8 Wo.)DE | — | — | Erstveröffentlichung: November 1998 Kompilation |
| 2003 | Friends            | DE36 (5 Wo.)DE | AT39 (7 Wo.)AT | CH99 (1 Wo.)CH | Erstveröffentlichung: April 2003                |
| 2020 | Unexpected         | DE83 (1 Wo.)DE | — | CH41 (2 Wo.)CH | Erstveröffentlichung: 31. Januar 2020           |

Weitere Veröffentlichungen
- 1995: In Concert
- 2005: Greatest Hits Live
- 2006: Dangerous
- 2011: Humanology
- 2016: Here I Am Live

### Singles
| Jahr | Titel Album                            | Höchstplatzierung, Gesamtwochen, AuszeichnungChartplatzierungen (Jahr, Titel, Album, Platzierungen, Wochen, Auszeichnungen, Anmerkungen) | Höchstplatzierung, Gesamtwochen, AuszeichnungChartplatzierungen (Jahr, Titel, Album, Platzierungen, Wochen, Auszeichnungen, Anmerkungen) | Höchstplatzierung, Gesamtwochen, AuszeichnungChartplatzierungen (Jahr, Titel, Album, Platzierungen, Wochen, Auszeichnungen, Anmerkungen) | Anmerkungen                          |
| Jahr | Titel Album                            | DE | AT | CH | Anmerkungen                          |
| ---- | -------------------------------------- | --- | --- | --- | ------------------------------------ |
| 1993 | The Cost Of Freedom This Is Marla Glen | DE76 (6 Wo.)DE | — | — | Erstveröffentlichung: September 1993 |
| 1995 | Ain’t That A Shame Love And Respect    | — | — | CH27 (13 Wo.)CH | Erstveröffentlichung: September 1995 |

### Gastbeiträge
1997: Just As I am. Duett mit Luther Allison. Album: Reckless.